# Kaplica św. Mikołaja w forcie Ricasoli (Kalkara)
Kaplica św. Mikołaja (malt. Il-knisja ta’ San Nikola, ang. Chapel of St Nicholas) – nieczynna rzymskokatolicka kaplica w forcie Ricasoli, znajdującym się na cyplu znanym jako Gallows’ Point w miejscowości Kalkara na Malcie.
Kaplica została zbudowana w latach 1696–1698 jako kościół parafialny dla garnizonu fortu i była poświęcona św. Mikołajowi z Bari. Kaplica była użytkowana do czasu likwidacji fortu w latach 60. XX wieku, później popadła w ruinę. Obecnie planuje się odrestaurowanie kaplicy wraz z resztą fortu.

## Historia
Zakon św. Jana rozpoczął budowę fortu Ricasoli w 1670. Standardową praktyką było włączanie kaplic do fortyfikacji joannitów, więc inżynier wojskowy Médéric Blondel został wyznaczony do sporządzenia planów kaplicy. Blondel początkowo proponował ustawienie kościoła w obrębie murów obronnych, ale później zdecydowano się na jej budowę w bardziej centralnym miejscu, w pobliżu głównej bramy fortu. W dniu 29 września 1693 papież Innocenty XII ogłosił, że kaplica fortu będzie kościołem parafialnym pod jurysdykcją Zakonu.
Prace nad kaplicą rozpoczęto wkrótce po 31 marca 1696. Budowę i wyposażenie sfinansowała „Fondazione Cotoner”, założona przez wielkiego mistrza Nicolasa Cotonera. Kaplica została konsekrowana 15 maja 1698 i została poświęcona
świętemu Mikołajowi, patronowi Cotonera. Ceremonia poświęcenia zbiegła się z ukończeniem budowy twierdzy, z udziałem nowego wielkiego mistrza Ramóna Perellósa i wielu innych dygnitarzy. Status kościoła parafialnego nadano kaplicy 19 maja 1698, była ona używana przez garnizon fortu.
W 1700 roku doszło do sporu między biskupem Malty a wielkim mistrzem Zakonu o jurysdykcję nad kaplicą. Kaplica pozostała w użyciu po przejściu Malty pod panowanie brytyjskie w XIX wieku, kiedy to służyła potrzebom żołnierzy maltańskich w forcie. 10 grudnia 1897 kaplica przeszła pod jurysdykcję nowo powstałej parafia św. Józefa w Kalkarze.
Fort Ricasoli został wycofany ze służby w 1964. Po tym kaplica została opuszczona, była czasem wykorzystana jako magazyn, a potem popadła w ruinę. W 2011 poinformowano, że został zbezczeszczony grób w krypcie pod kaplicą.
W 2019 zostały zatwierdzone plany renowacji kaplicy wraz z resztą fortu.

## Architektura

### Wygląd zewnętrzny
Kaplica św. Mikołaja ma prosty, militarystyczny wygląd ze stonowanymi wpływami manieryzmu i baroku. Część zewnętrzna charakteryzuje się toskańskimi pilastrami i gzymsem obiegającym budynek. Na fasadzie centralnie, ponad gzymsem widnieje duże owalne manierystyczne okno, przez które światło pada na główny ołtarz. Boczne ściany kaplicy podzielone są przez pilastry na trzy części, z oknem w każdej.

### Wnętrze kaplicy
Kaplica ma plan prostokąta o wymiarach około 18 x 9 metrów. Wewnątrz znajdują się trzy ołtarze: główny poświęcony św. Mikołajowi, oraz dwa boczne, których patronami są Matka Boża z Pilar oraz św. Jan Ewangelista. Te dwa ostatnie powstały odpowiednio w 1749 i 1750.

### Krypta
Pod budynkiem znajduje się krypta. Jest tam ołtarz główny poświęcony Matce Boskiej Bolesnej i ołtarze drugorzędne poświęcone Krzyżowi Świętemu oraz Biczowaniu Chrystusa, które zostały postawione odpowiednio w 1751 i 1757.

## Dzieła sztuki i relikwie
W kaplicy znajdowało się wiele dzieł sztuki, a obraz w głównym ołtarzu przedstawiający św. Mikołaja z wielkim mistrzem Cotonerem został namalowany przez Mattia Pretiego. W kościele znajdował się również obraz Matka Boska Zwycięska, który prawdopodobnie był kopią tego znalezionego w kościele konwentualnym św. Jana, obraz Święty Mikołaj, który został przywieziony na Maltę przez rodzinę Tolossenti w 1530, a następnie podarowany kościołowi w 1744 oraz portret Giovanniego Battisty Bosy, byłego kapelana fortu Ricasoli.
W kaplicy znajdowało się niegdyś ponad 70 relikwii, a najbardziej prestiżowe umieszczone były w skrzyni pod ołtarzem głównym.

## Ochrona dziedzictwa kulturowego
Od 28 czerwca 2013 kaplica jest umieszczona w National Inventory of the Cultural Property of the Maltese Islands pod numerem 1683.